# Црква Светог Вазнесења Господњег у Рајчиловцима
Црква Светог Вазнесења Господњег у Рајчиловцима, насељеном месту на територији општине Босилеград, православни је храм који припада Епархији врањској Српске православне цркве.
Црква посвећена Светом Вазнесењу Господњем саграђена је 1897. године. У натпису на западној фасади стоји година изградње и 1899. година, година освећења цркве.
Црква се налази поред реке Драговишнице. Са њене источне стране постоји извор, по речима мештана, веома лековит за очи.
Црква је једнобродна, са припратом и подом поплочаним каменом. Ово је једна од већих цркава у архијерејском намесништву босилеградском. Са јужне стране налази се звоник дрвене конструкције. Звоно је направљено 1872. године у ливници у Пловдиву, у Филипупољу. На звону нема приложничког натписа. Главни мајстор иконостаса био је Иван Костадинов, из 1899, према потпису мајстора, који стоји уз приложнички запис и годину на престоној икони Богородице с Христом. На иконостасу има 49 икона. У цркви постоји доста богослужбених књига из 19. века.
Будући да је црква била доста запуштена, нарочито њена спољашња фасада и кров, приступило се комплетној обнови и изградњи новог звоника. Црква је комплетно реновирана трудом Епархије врањске, Општине Босилеград и средствима Владе Републике Србије, у периоду од 2005. до 2008. године, када је на празника Вазнесења Господњег 2008. године извршено мало освећење.